# 烏克蘭政黨列表
2009年1月25日，共有161個已登記的烏克蘭政黨，2009 年7月15日，已登記的烏克蘭政黨增加至172個。
烏克蘭屬於多黨制；而在人民公僕黨2019年執政前，由於未能有單一政黨取得過半數支持，因此通常由多個政黨組成執政聯盟。

## 主要政黨與聯盟
- 欧洲团结（Порошенко Альянс）
- 人民公仆（Слуга народу）
- 季莫申科聯盟（Блок Юлії Тимошенко）
  - 全烏克蘭「祖國」聯盟（Всеукраїнське об'єднання "Батьківщина"）
  - 改革與秩序黨（Партія Реформи і Порядок）
  - 烏克蘭社會民主黨（Українська Соціал-Демократична Партія）
- 地區黨（Партія регіонів）
- 我們的烏克蘭－人民自衛聯盟（Блок НУНС (Наша Україна - Народна Самооборона)）
  - 「我們的烏克蘭」人民聯盟[3]
  - 尤里·盧岑科人民自衛聯盟（Народна Самооборона Юрія Луценка，2007年4月13日成立的選舉聯盟，「我們的烏克蘭」內的子團體）[4]
    - 基督教民主聯盟
    - 前進，烏克蘭！[5]

  - 烏克蘭人民運動[6]
  - 烏克蘭人民黨[7]
  - 烏克蘭共和黨集會[8]
  - 烏克蘭歐洲黨
  - PORA[9]
  - 祖國保衛者黨
- 烏克蘭共產黨（Комуністична партія України）
- 利特溫聯盟（блок Литвина）
  - 人民黨
  - 強大烏克蘭
- 声音，由乌克兰摇滚歌手斯维亚托斯拉夫·瓦卡丘克于2019年成立[10]

## 其他小型政黨與聯盟
- 烏克蘭社會黨
- 列昂尼德·柴諾維茨基聯盟
  - 烏克蘭基督教自由黨[11]
  - 基督教民主聯盟[11]
- 團結中心
- 全烏克蘭左派聯盟「正義」黨
- Viche
- 烏克蘭進步社會黨
- 烏克蘭地區資產
  - 人民民主黨
  - 烏克蘭民主黨
  - 共和基督教黨
- 烏克蘭社會民主黨 (聯合)
- 烏克蘭退休者黨聯盟
  - 烏克蘭退休者黨
  - 烏克蘭退休者保護黨
- 「KUCHMA」政黨選舉聯盟
  - 「聯盟」黨
  - 全烏克蘭「中間」聯盟
- 「農業烏克蘭」農民聯盟
  - 農村復興黨
  - 新烏克蘭人民黨
- 變革陣線
- 烏克蘭青年黨
- 烏克蘭網路黨
- 人民力量黨
- 正義黨
- 左派者聯盟
- 烏克蘭共產黨 (更新)
- 烏克蘭人民聯盟
  - 「權威烏克蘭」黨
  - 全烏克蘭「為了人民的福利與保障」車諾比人民黨
- 自由民主主義者黨
- 烏克蘭工業家與企業家黨
- 烏克蘭綠黨
- 烏克蘭國家經濟發展黨
- 基督教聯盟
  - 社會基督教黨
  - 全烏克蘭「生態與社會保障」黨
- 全烏克蘭人民信任黨
- 全烏克蘭社區
  - 全烏克蘭和平與團結黨
  - 「烏克蘭」國家民主協會
  - 烏克蘭良心
  - 烏克蘭中小型企業黨

## 已解散政黨
- 拉扎連科聯盟
  - 村社黨
  - 社會民主聯盟
  - 烏克蘭社會民主黨
- 烏克蘭勞工黨
- 「Ne Tak」反對聯盟（Опозиційний Блок "Не Так"）
  - 烏克蘭社會民主黨 (聯合)（Соціал-демократична партія України (об'єднана)）
  - 烏克蘭共和黨（Республіканська Партія України）
  - Women for the Future 全烏克蘭政治聯盟（Жінки за Майбутнє）
  - 「全烏克蘭中間聯盟」黨（Всеукраїнський Союзний Центр）
- 娜塔莉亞·維特連科人民反對聯盟（Блок Наталії Вітренко Народна Опозиція）
  - 烏克蘭進步社會主義黨（Прогресивна соціалістична партія України）
  - 「羅斯－烏克蘭聯盟」黨（Партія "Русько-Український Союз (Русь)"）
- 科斯騰科與普柳希烏克蘭民族聯盟（Український Народний Блок Костенка і Плюща）
  - 烏克蘭自由農民與企業家黨（Партія Вільних Селян і Підприемців України）
  - Political Party Cathedral Ukraine（Політична Партія "Україна Соборна"）
- 冬季世代團隊（Komanda Ozimogo Pokolinnya）
  - 憲法民主黨（Konstitutsiyno-Demokratychna Partiya）
  - 烏克蘭自由民主黨（Liberal'no Demokratychna Partiya Ukrayiny）
  - 私有財產黨（Partiya Privatnoi Vlasnosti）
  - 烏克蘭農民民主黨（Ukrayinska Selkanska Demokratychna Partiya）
- 蘋果黨（Apple）
- 聯盟黨（Yednist）
  - 社會民主聯盟（Sotsial-Demokratychnyj Soyuz）
  - 青 年烏克蘭（Moloda Ukrayina）
  - Ukrayins'ka Partiya Spravedlivosti - Soyuz Veteraniv, Invalidiv, Chornobil'tsiv, Afgantsiv （Ukrayinska Partiya Spravedlivosti - Soyuz Veteraniv, Invalidiv, Chornobil'tsiv, Afgantsiv）
- 烏克蘭民主黨（Demokratychna Partiya Ukrayiny）
- 民主聯盟（Demokratychnyj Soyuz）
- 基督教人民聯盟黨（'Partiya Chrystyjans'ko-Narodnyj Soyuz）
- 共和基督教黨（Respublikanska Chrystyjanska Partiya）
- 團結黨（Solidarnist）
- 為了團結烏克蘭（Za Yedinu Ukrayinu）
- 工人抵抗（Robitnychiy Sprotiv）
- 烏克蘭自由黨（Liberal'na Partiya Ukrayiny)
- 烏克蘭民族大會－烏克蘭民族自衛（Ukrayins'ka Natsionalna Assambleya - Ukrayins'ka Narodna Samooborona）
- 烏克蘭啤酒愛好者黨（Українська партія шанувальників пива (УПШП)）